# ビェルスコ＝ビャワ中央駅
ビェルスコ＝ビャワ中央駅（Bielsko-Biała Główna）はポーランドシロンスク県ビェルスコ＝ビャワにあるポーランド国鉄（PKP）の鉄道駅。

## 駅構造
4面6線の地上駅。駅構内施設として薬局、カフェテリア、銀行、インターネットカフェ、郵便局がある。

### のりば
| ホーム | 行先                                                   |
| ------ | ------------------------------------------------------ |
| 1      | ジビエツ・ズバルドン・ジリナ方面                       |
| 2      | カトヴィツェ・ワルシャワ・チェホビツェ＝ジェジツェ方面 |
| 3      | クラクフ・チェシン・バドビツェ方面                     |
| 1a     | 到着用                                                 |

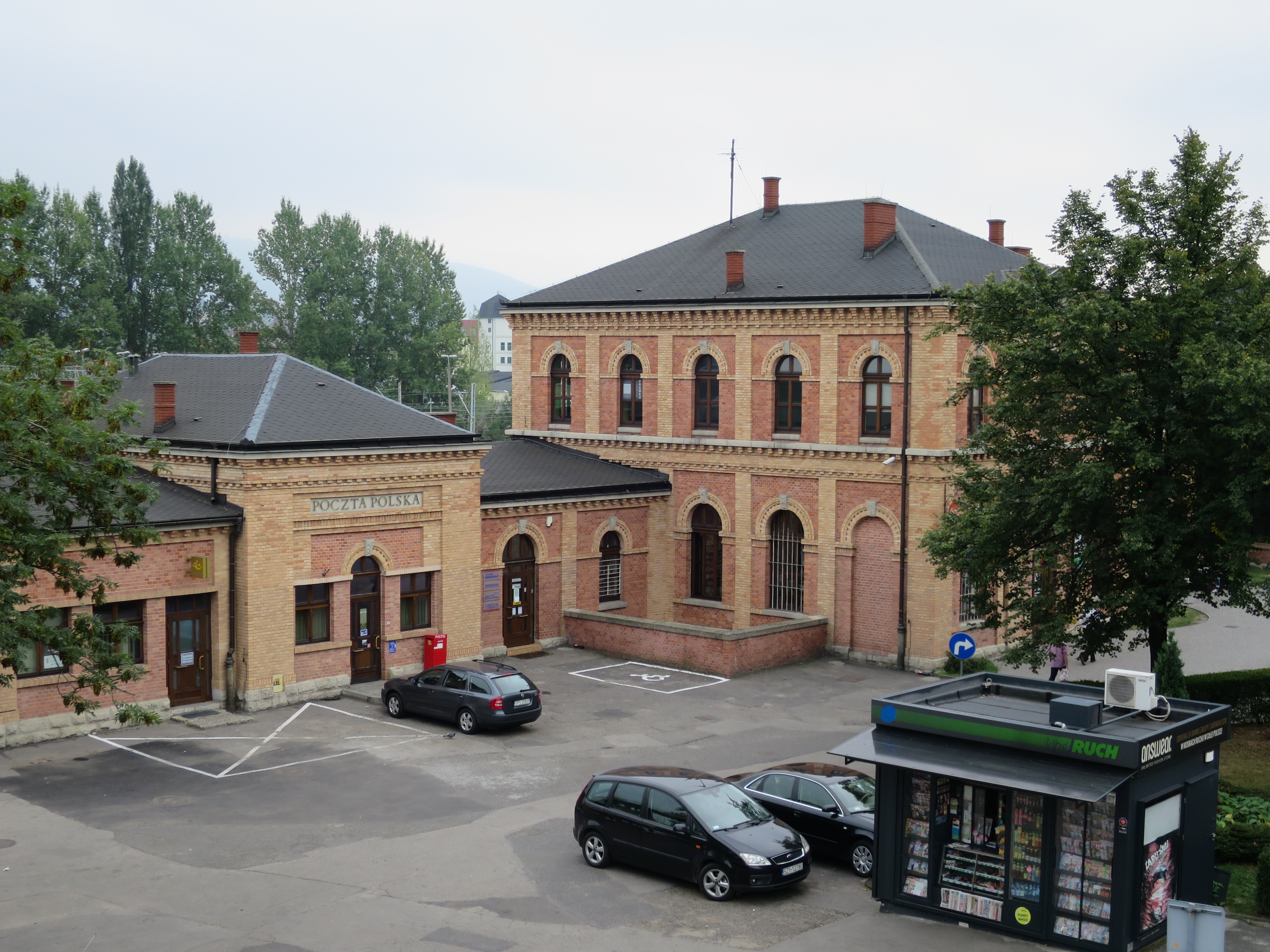
駅前の様子
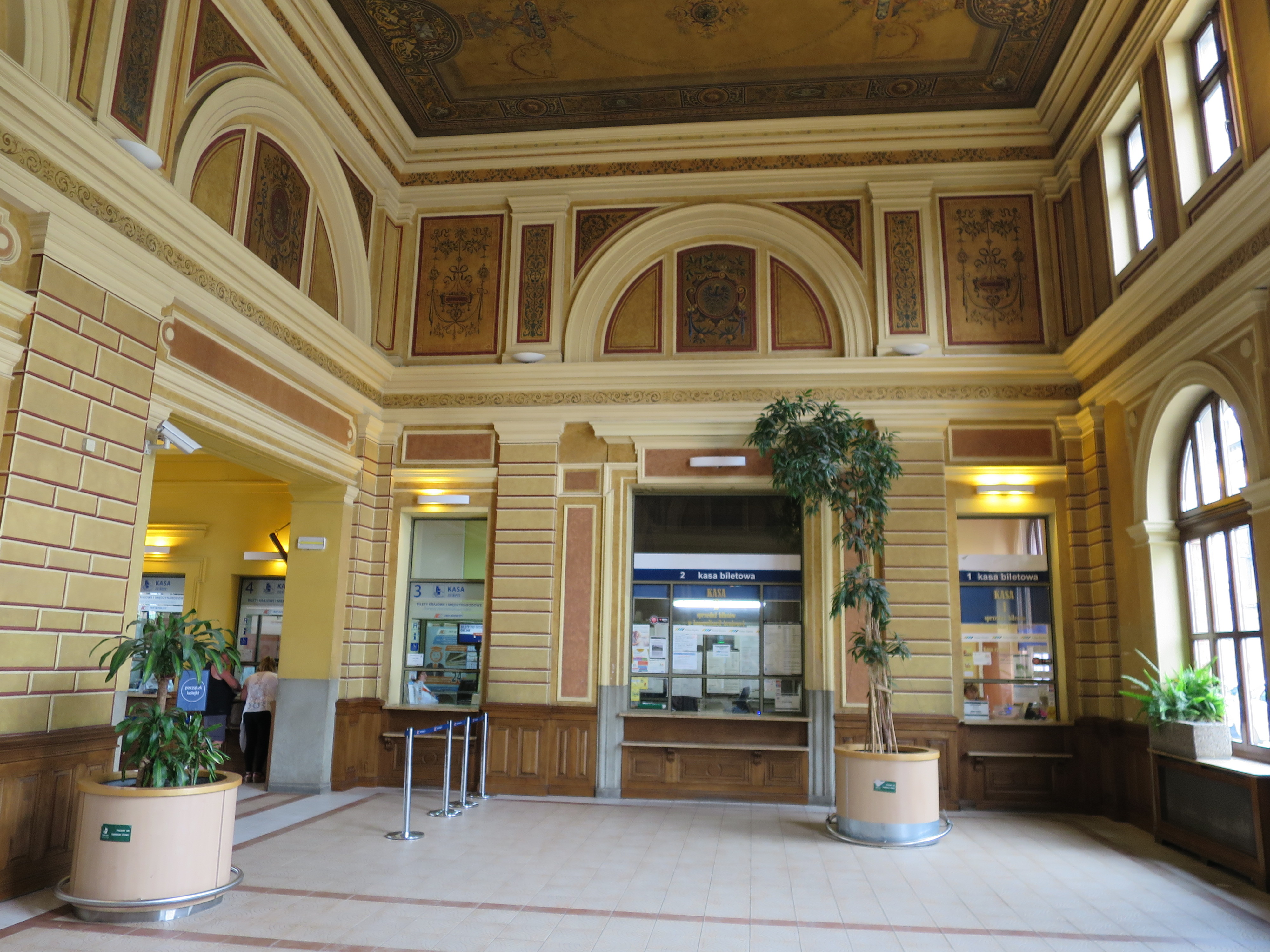
玄関ホール
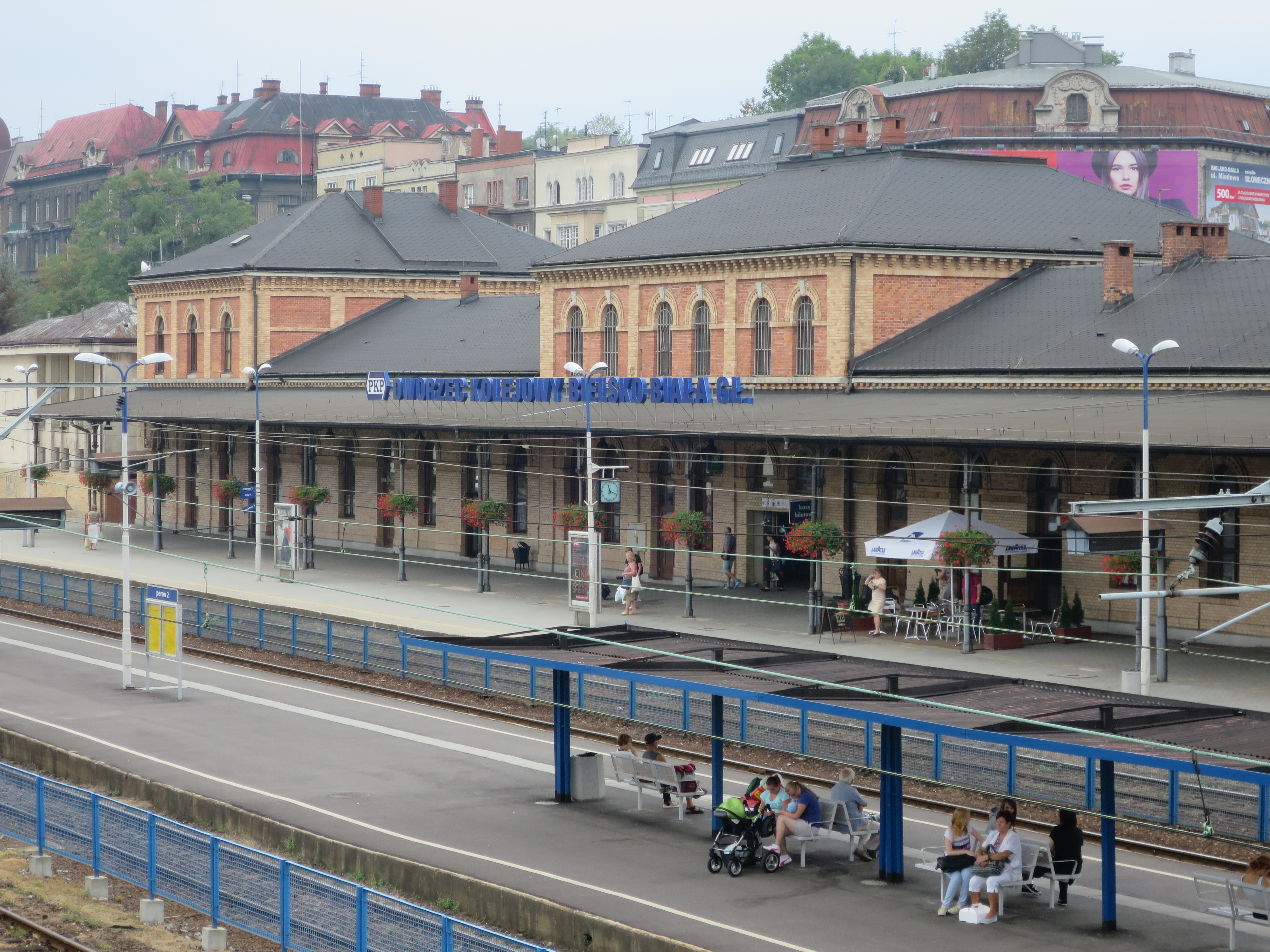
乗り場の様子

## 歴史
- 1890年 - 開業。

## 駅周辺
- ガレリア・スフェラ（英語版）
- ビェルスコシナゴーグ（英語版）

## 隣の駅
ポーランド国鉄
117号線
ビェルスコ＝ビャワ東駅 - ビェルスコ＝ビャワ中央駅
139号線
ビェルスコ＝ビャワ・プウノツ駅 - ビェルスコ＝ビャワ中央駅 - ビェルスコ＝ビャワ・リプニク駅
190号線
ビェルスコ＝ビャワ中央駅 - ビェルスコ＝ビャワ西駅